# Walter Elze (Fußballspieler)
Walter Elze (* 24. April 1910; † unbekannt) war ein deutscher Fußballspieler, der von den 1930er Jahren bis 1949 in Dessau Erstligafußball spielte. Mit Waggonbau Dessau wurde er 1949 ostzonaler Pokalsieger.

## Sportliche Laufbahn
Im deutschlandweiten Fußballgeschehen tauchte der Name Walter Elze erstmals bei der Endrunde zur Deutschen Meisterschaft 1936/37 auf. Seine Mannschaft SV Dessau 05 hatte sich als Meister der Gauliga Mitte qualifiziert und absolvierte in der Endrunde sechs Spiele, schied danach aber aus. Elze war in allen Begegnungen einsetzt worden und hatte zwei Tore erzielt. Bis 1944 war der SV Dessau 05 an fünf weiteren Meisterschaftsendrunden beteiligt, in denen Elze von den 16 absolvierten Spielen 14 Partien bestritt. In den insgesamt sechs Endrunden erzielte Elze vier Tore.
Nach dem Ende des Zweiten Weltkrieges wurde der SV Dessau 05 aufgelöst. 1946 hatte sich eine „Sportgemeinschaft Dessau-Nord“ gegründet, zu deren Spieleraufgebot auch Walter Elze gehörte. Nachdem sich die SG zunächst an lokalen Wettbewerben beteiligt hatte (1947/48 2. Platz im Bezirk Dessau), wurde sie 1949 in die Betriebssportgemeinschaft (BSG) Waggonbau Dessau umgewandelt. Unter diesem Namen nahm sie am ersten Wettbewerb um den ostzonalen FDGB-Pokal teil, den sie durch einen 1:0-Endspielsieg über Gera-Süd gewann. Im Finale wurde Walter Elze als linker Verteidiger aufgeboten.
Als Pokalgewinner qualifizierte sich die BSG Waggonbau für die neugeschaffene ostdeutsche Zonenliga (später DS-Oberliga, DDR-Oberliga), die in der Saison 1949/50 ihre Punktspiele austrug. Im Laufe dieser Saison wurde die BSG Waggonbau in BSG Motor umbenannt und belegte nach Abschluss der Saison den dritten Platz. Zu Beginn der Saison war Walter Elze bereits 39 Jahre alt. Trotzdem stand er noch im Aufgebot der Dessauer, kam aber nur noch in der Hinrunde in vier Punktspielen zum Einsatz. Anschließend beendete er seine Laufbahn als Fußballspieler.